# عجم محمد
عجم محمد (مواليد 3 أبريل 1961) هو مدرب كرة قدم.

## وصلات خارجية
- J.League Data Site (باليابانية)